# Feldkirchen an der Donau
Feldkirchen an der Donau là một đô thị thuộc huyện Urfahr-Umgebung thuộc bang Oberösterreich, Áo. Đô thị Feldkirchen an der Donau có diện tích 39 km², dân số thời điểm năm 2006 là 5220 người.